# Вайдаг білокрилий
Вайда́г білокрилий (Euplectes albonotatus) — вид горобцеподібних птахів ткачикових (Ploceidae). Мешкає в Африці на південь від Сахари.

## Опис
Довжина птаха становить 14-19 см, вага 20-27 г. Самиці є дещо меншими за самців. Дзьоб міцний, світлий, конічної форми, очі чорні, лапи чоруваті. У самців під час сезону розмноження забарвлення переважно чорне, на плечах і покривних перах крил жовті і білі плями. Хвіст коротший, ніж у споріднених видів, самці використовують його під час демонстраційних польотів. У самиць і самців під час сезону розмноження забарвлення переважно охристе, поцятковане темними смугами, нижня частина тіла світліша, плечі каштанові, на покривні перах крил білі плями.

## Підвиди
Виділяють три підвиди:

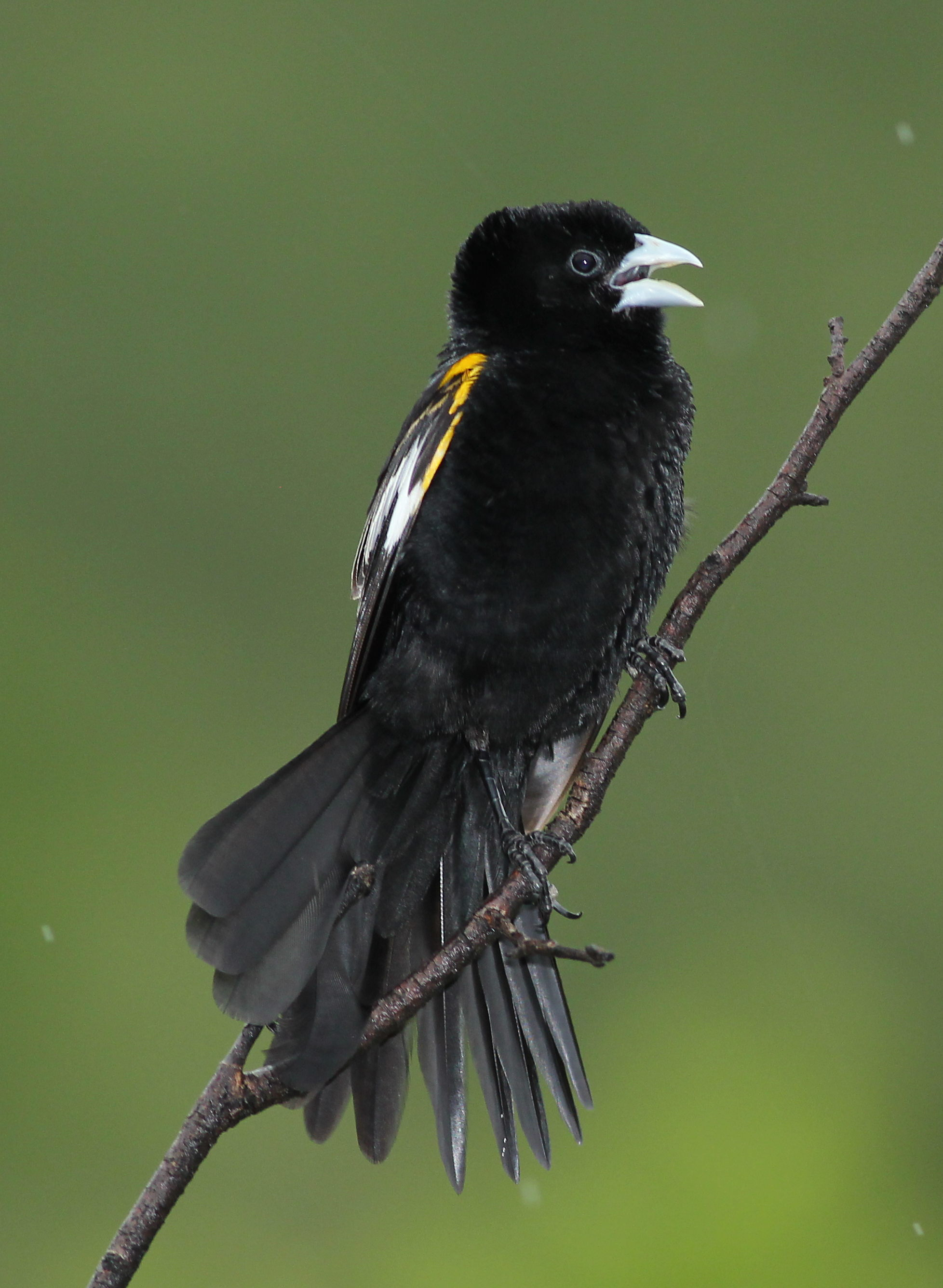
Самець білокрилого вайдага

- E. a. eques (Hartlaub, 1863) — від ЦАР, Судану і Ефіопії до центральної Танзанії;
- E. a. asymmetrurus (Reichenow, 1891) — від західного Габону до західної Анголи, острів Сан-Томе;
- E. a. albonotatus (Cassin, 1848) — від південного сходу ДР Конго, Замбії і південної Танзанії до сходу ПАР.

## Поширення і екологія
Білокрилі вайдаги мешкають в Центральноафриканській Республіці, Судані, Південному Судані, Ефіопії, Уганді, Руанді, Бурунді, Кенії, Танзанії, Демократичній Республіці Конго, Республіці Конго, Габоні, Анголі, Замбії, Зімбабве, Малаві, Мозамбіку, Намібії, Ботсвані, Південно-Африканській Республіці, Есватіні та на Сан-Томе і Принсіпі. Вони живуть на сухих, порослих чагарниками луках і пасовищах, в саванах, на болотах, в заростях на берегах річок і озер, на полях. Зустрічаються на висоті до 2000 м над рівнем моря. Живляться насінням трав, нектаром Aloe marlothii і комахами, зокрема термітами. Прочаток сезону розмноження різнится в залежності від регіону. Білокрилим вайдагам притаманна полігінія, коли на одного самця припадає до 4 самиць. Гніздо має овальну форму з бічним входом, робиться з трави. В кладці від 2 до 4 яєць. Інкубаційний період триває 12-15 днів, пташенята покидають гніздо через 11-14 днів після вилплення і стають повністю самостійними у віці 36 днів.